# Tokuma Japan Communications
Tokuma Japan Communications (株式会社徳間ジャパンコミュニケーションズ, souvent abrégé en Tokuma ou Tokuma Japan) est une importante maison de disques japonaise fondée en 1965, ancienne filiale de la compagnie d'édition Tokuma Shoten, revendue en 2001.